# Cantonul Montaner
Cantonul Montaner este un canton din arondismentul Pau, departamentul Pyrénées-Atlantiques, regiunea Aquitania, Franța.

## Comune
- Aast
- Baleix
- Bédeille
- Bentayou-Sérée
- Casteide-Doat
- Castéra-Loubix
- Labatut
- Lamayou
- Maure
- Monségur
- Montaner (reședință)
- Ponson-Debat-Pouts
- Ponson-Dessus
- Pontiacq-Viellepinte
- Sedze-Maubecq